# Zespół Szkół Drogowo-Geodezyjnych i Licealnych im. Augusta Witkowskiego w Jarosławiu
Zespół Szkół Drogowo-Geodezyjnych i Licealnych im. Augusta Witkowskiego w Jarosławiu – szkoła ponadgimnazjalna w Jarosławiu w skład której wchodzą:

## Historia

### Nazwy szkoły
- 1821 – C. K. wyższa szkoła realna
- 1898 – założenie gimnazjum jako siedmioklasowej wyższej szkoły realnej[1]
- 1920 – Państwowe Gimnazjum Matematyczno-Przyrodniczego im. Augusta Witkowskiego (stopniowe przekształcanie[1])
- 1925/1926 – z tym rokiem szkolnym ukształtowało się pełne ośmioklasowe gimnazjum matematyczno-przyrodnicze[1]
- 1926 – II Państwowe Gimnazjum im. Augusta Witkowskiego
- 1938 – Zarządzeniem Ministra Wyznań Religijnych i Oświecenia Publicznego Wojciecha Świętosławskiego z 23 lutego 1937 „II Państwowe Gimnazjum im. Augusta Witkowskiego w Jarosławiu” zostało przekształcone w „II Państwowe Liceum Gimnazjum im. Augusta Witkowskiego w Jarosławiu” (państwową szkołę średnią ogólnokształcącą, złożoną z czteroletniego gimnazjum i dwuletniego liceum), a po wejściu w życie tzw. reformy jędrzejewiczowskiej szkoła miała charakter męski, a wydział liceum ogólnokształcącego był prowadzony w typie matematyczno-fizycznym łączonym z przyrodniczym[2].
- 1939 – gimnazjum ukraińskie
- 1940 – 2-letnie Liceum Drogowo-Wodnego
- 1944 – 3-letnie Liceum Drogowo-Wodnego
- 1950 – 4-letnie Technikum Drogowego oraz Technikum Wodnego
- 1972 – Technikum Drogowo-Geodezyjne
- 1988 – Zespół Szkół Drogowo-Geodezyjnych i Melioracji Wodnej
- 1995 – Zespół Szkół Drogowo-Geodezyjnych i Inżynierii Środowiska
- od 2004 – Zespół Szkół Drogowo–Geodezyjnych i Licealnych im. Augusta Witkowskiego w Jarosławiu

W Zespole Szkół podjęły działalność:
- II Liceum ogólnokształcące
- Technikum nr 6

Początki szkoły sięgają 1940. Nazwa ZSDGiL im. Augusta Witkowskiego funkcjonuje od 2005. Szkoła mieści się w budynku przy ul. św. Ducha 1, obok placówki znajduje się nowoczesna sala gimnastyczna. 2 października 2010 w szkole i na terenie miasta odbyły się obchody z okazji 70-lecia istnienia ZSDGiL.
| - Antoni Borzecki (1821–1828) - Ignacy Dubil (1828–1841) - Antoni Chromy (1844–1868) - Grzegorz Grzybomil (1868–1869) - Franciszek Podhorski (1869–1874) - Wojciech Kornicki (1874–1877) - Mieczysław Jamrógiewicz (1877–1879) - Andrzej Maj (1879–1890) - Józef Wójcik (1890–1900) - Michał Gonet (1900–1904) - Jan Ralski (1904–1923) - Leon Sonntag (1923–1925) - Kazimierz Firganek (1925–1929) - Bronisław Wiśniowski (1930–1934) - Marian Sobolewski (1934–1939) - Tadeusz Broniewski (1940–1945) - Józef Barański (1945–1949) - Emil Pretorius (1949–1950) - Fryderyk Linder (1950–1955) - Jan Świątkowski (1956–1962) - Jan Solanowski ((II)1962–1971) - Kazimierz Sztajner ((II)1971–(VIII)1971) - Antoni Puchała (1971–1976) - Marian Janusz (1976–1981) - Zdzisław Baran (1982–1987) - Janusz Kiczek (1987–1992) - Tadeusz Panek (1992–2017) - Renata Tomaka-Pasternak (2017-) |  | - Mieczysław Jamrógiewicz (1879) - Franciszek Wojnar (1879–1885) - Erazm Fangor (1885–1887) - Franciszek Wojnar (1887–1895) - Kazimierz Strzelecki (1895–1899) - Władysław Ćwik (1899–1908) - Józef Chmiel (1908–1909) - Hieronim Drozd (1909–1912) - Stanisław Fulimowski (1912–1913) - Henryk Fedorowski (1913–1919) - Stanisław Fedorowicz (1919–1939) - Kazimierz Sztajner (1962–1976) - Zdzisław Baran (1976–1981) - Danuta Kurek (1982–1995) - Elżbieta Ćwierz–Superson (1995–1997) - Tomasz Petry (1994–2003) - Mieczysław Rodzinka (1997–) - Wiesław Wyczawski (2004–2017) - Łukasz Stec (2017–) |